# Задържане под стража
Задържане (или арест) е лишаване от правото на свободно придвижване. То може да бъде извършено от органите на МВР или цивилно лице (частен арест). Обикновено са задържани лица, за които има сведения:
- че са извършили престъпление
- подготвят се да извършат такова
- имат тежко психично отклонение, което води до незаконни действия
- пречат на полицейските органи да изпълняват служебните си задължения
- невъзможност да се установи самоличност

При всеки случай на задържане на лицето трябва да му бъдат обяснени причините за задържане и правата, които то има (на защитник-адвокат, срок на задържане и други)